# Bosea
Bosea – rodzaj roślin z rodziny szarłatowatych. Obejmuje trzy gatunki. Zasięg rodzaju jest porozrywany – jeden gatunek – B. yervamora występuje na Wyspach Kanaryjskich, drugi – B. cypria na Cyprze, a trzeci B. amherstiana rośnie w zachodnich Himalajach – od Pakistanu po Nepal.
W XIX wieku zaproponowano dla tego rodzaju polskie nazwy zwyczajowe: witecznik, złotoróg, złotorózg, ale nie są one używane.

## Morfologia

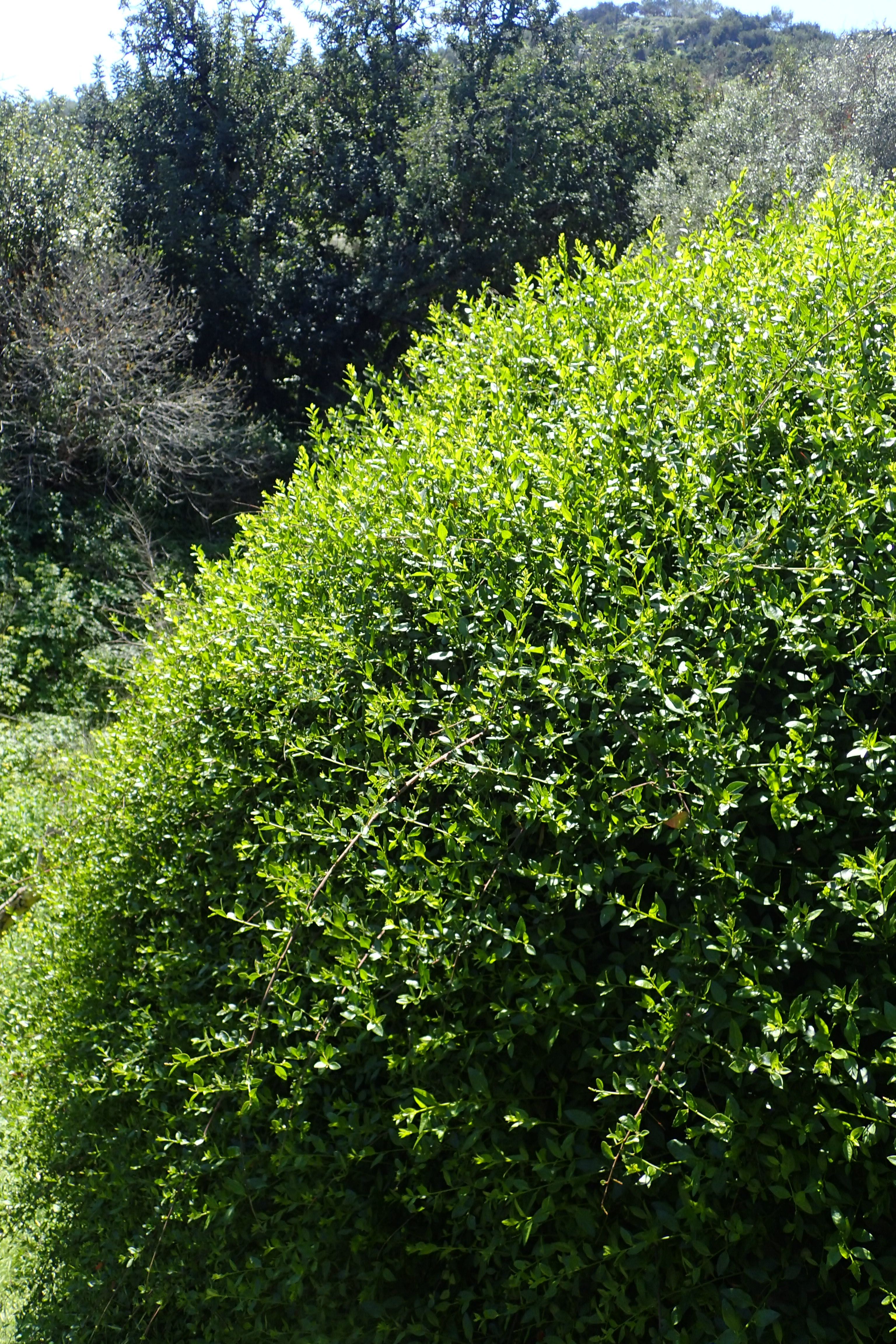
Bosea cypria

PokrójKrzewy o pędach łukowato przewisających, wzniesionych lub wspinających się, gęsto rozgałęzionych.
LiścieSkrętoległe, całobrzegie.
KwiatyDrobne, obupłciowe lub jednopłciowe, zebrane w wyrastające szczytowo lub w kątach liści kwiatostany groniaste i kłosowate, często kwiatostany szczytowe są rozgałęzione i w efekcie wiechowate. Listków okwiatu jest 5, są one wolne i równej długości. Pręcików jest 5. Zalążnia jest górna, z pojedynczym zalążkiem i 2–3 znamionami.
OwoceKuliste jagody zawierające okazałe, czarne i kuliste nasiono.

## Systematyka
Rodzaj z rodziny szarłatowatych Amaranthaceae w jej szerokim ujęciu (obejmującym komosowate Chenopodiaceae). W obrębie rodziny rodzaj sytuowany jest w pozycji bazalnej podrodziny Amaranthoideae, której wyodrębnienie datowane jest na 59,5 miliona lat temu.
Wykaz gatunków
- Bosea amherstiana (Moq.) Hook.f.
- Bosea cypria Boiss. ex Hook.f.
- Bosea yervamora L.